# NKX3-2
NKX3-2‏ (NK3 homeobox 2) هوَ بروتين يُشَفر بواسطة جين NKX3-2 في الإنسان.